# Ржищев
Ржи́щев (укр. Ржищів) — город в Киевской области Украины, входит в Обуховский район, а до 2020 года был городом областного значения.

## Географическое положение

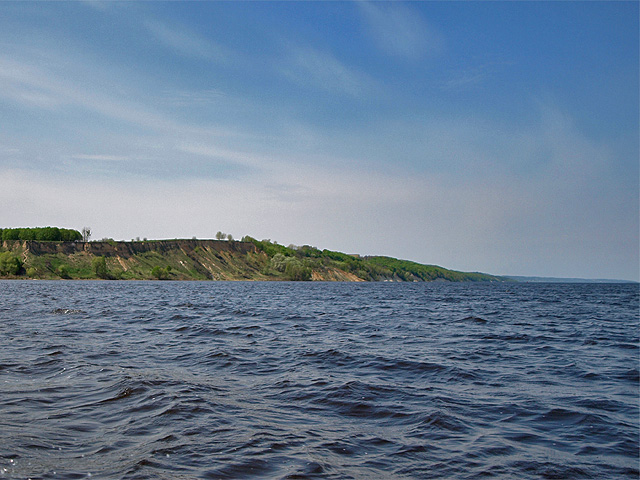
Днепр в районе Ржищева

Ржищев располагается в устье реки Леглич на правом берегу Каневского водохранилища в 76 километрах к югу от Киева и 20 километрах к северо-востоку от Кагарлыка, где находится ближайшая железнодорожная станция. Через ржищевский автовокзал проходят рейсовые автобусы в направлении районного и областного центров, Белой Церкви, Масловки, Берёзовки и других населённых пунктов области.
Ландшафт вокруг Ржищева отличается многочисленными оврагами и холмами, главным из которых является Иван-гора — место расположения первой ржищевской крепости. Возвышающаяся на 65–70 метров над Днепром, она с трёх сторон ограничена глубокой балкой. Северная часть горы неоднократно обваливалась, в результате чего большая её историческая часть оказалась под водой. Во второй половине XX века ситуацию усугубило строительство Каневской ГЭС. Также в результате затопления водохранилища напротив Ржищева образовались острова, наиболее примечательными из которых являются песчаная Лысая гора и оставшаяся над водой самая высокая точка прекратившего существование села Гусинцы, на которой возвышается восстановленная старая церковь затопленного села.
Для почвы в районе Ржищева характерны лёссовые отложения и пресноводные суглинки. Они легко разрушаются под воздействием воды, особенно страдают берега Днепра, подверженные оползням. Для решения этой проблемы создаются сдерживающие эрозию лесонасаждения, отводятся грунтовые воды. Из полезных ископаемых добываются мергель, глина, известняк и песок для производства строительных материалов. В окрестностях города имеются три леса — Круглик, Рипница и Янча, с преобладанием сосны, дуба, осины, ольхи, ивы и кустарников. Встречаются мелкие животные, такие как лисы, зайцы, кроты, хорьки и суслики, а также разные птицы. Ржищев, в реках которого водятся сом, щука, судак, окунь и лещ, является популярным местом среди любителей рыбной ловли.

## История
Местность, на которой располагается современный Ржищев, была заселена с древних времён. Первые поселения в этом районе археологи относят к эпохе Триполья, примерно VI—III тысячелетия до нашей эры. В своде первых древнерусских исторических очерков «Повести временных лет» этот район упоминается летописцем Нестором в описании расселения в VI—VII веках в правобережье Днепра полян. О крупном поселении впервые рассказывается в Ипатьевской летописи в 1151 году. В повествовании о борьбе за Киевский престол между князьями Изяславом Мстиславичем и Юрием Долгоруким фигурирует Иван-Город — крепость, стоявшая на одноимённой горе над Днепром и защищавшая подступы к Киеву и торговый путь «из варяг в греки». Близ укреплённого городища располагалось небольшое селение Вжищев. Вжище в древнеславянском означало место торговли. Вероятно, именно это поселение дало городу его современное имя. Однако, существуют также и другие версии. Согласно одной из них, в основу названия легло польское слово Rzesza (толпа). Другая, более простая, связывает название города со ржанием коня.

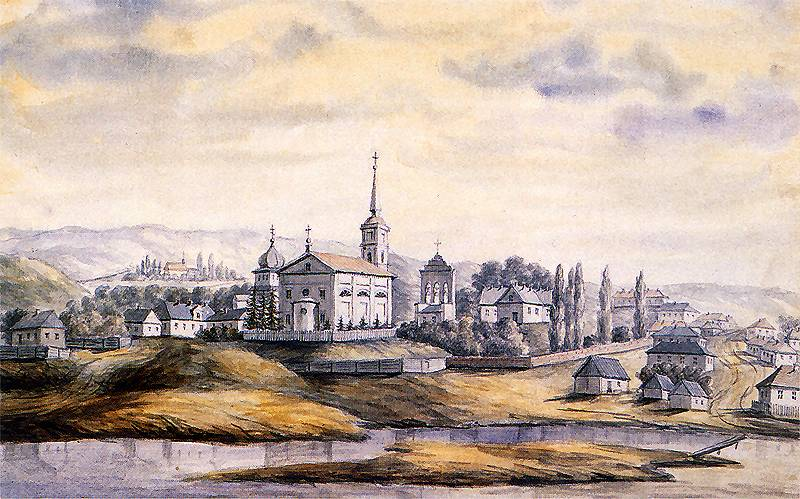
Ржищев во второй половине XIX века на картине Наполеона Орды

В 1241 году крепость была разрушена монголо-татарской ордой хана Батыя. Несмотря на разорения, жители Иван-города эти места не покинули и восстановили поселение. С середины XIV века оно входило в состав Великого Княжества Литовского. В 1506 году польский король Сигизмунд I наделил вновь разросшийся к тому времени город Магдебургским правом. Ржищев играл важную роль в днепровской линии обороны, крепость на Иван-горе была возрождена в период правления Яна Казимира. В годы освободительных войн под предводительством Богдана Хмельницкого город находился в центре происходивших событий. В конце декабря 1653 года в Ржищевском Преображенском монастыре состоялись первые переговоры мятежного гетмана с русским послом В. Бутурлиным о заключении военного союза Московского царства и запорожского войска и совместной защите контролируемых ими земель.
В начале 1679 года, названный гетман малороссийский Павел Яненко оставил Хмельницкого и провозгласил себя гетманом, и засел в Корсуни. Высланный против него стародубский полковник Семён Скоропадский разбил его войско и занял Черкасы, Канев и Ржищев, чем положил конец его своеволию на правой стороне Днепра. 
В составе Российской империи с 1796 года Ржищев (село Ржищево) был центром одноимённой волости Киевского уезда Киевской губернии. По данным переписи населения 1852 года в местечке проживало 1 585 человек, из них 806 — крепостные крестьяне. Среди вольных жителей большинство составляли евреи. Имелись деревянная православная церковь, каменный католический костёл, синагога, больница, аптека, вольнопрактикующий врач, 39 лавок и три ежегодные зимние ярмарки. Бо́льшая часть земель принадлежала помещице Дзялинской. Ржищевская пристань являлась одной из крупнейших в регионе. На ней сгружали хлеб, привозимый из Каневского, Сквирского, Таращанского, Звенигородского, Липовецкого и Уманского уездов, соль с Аккерманских и Крымских озёр, железо и лесной материал. Была развита промышленность, функционировали шесть заводов: сахарный, лесопильный, два чугунолитейных и два кирпичных. К концу XIX века численность населения Ржищева превысила 7000 человек.

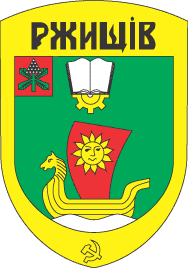
Герб Ржищева в советский период

С 1917 года по 1920 год Ржищев, как и вся Киевщина, сначала оказался в составе управляемой Временным правительством Российской республики, а затем на разных этапах гражданской войны входил в Украинскую народную республику, РСФСР и Украинскую державу. В декабре 1920 года Киевская губерния и Ржищев были окончательно присоединены к Украинской ССР. В 1923 году местечко Ржищев стало районным центром, 20 октября 1938 года получило статус посёлка городского типа.
На первом этапе Великой Отечественной войны на правобережной Украине велись тяжёлые оборонительные бои. В 1941 году на протяжении месяца на переправе возле Ржищева дислоцировалось подразделение мотострелковых войск генерал-полковника М. Кирпоноса. С конца сентября 1943 года после захвата Красной Армией Букринского плацдарма Ржищев был задействован в качестве правого крыла в боях за освобождение Киева от немецких оккупантов, в которых решающей стала ноябрьская Киевская наступательная операция.
За годы Великой Отечественной войны и оккупации Ржищев серьёзно пострадал, бо́льшая часть исторической застройки была уничтожена. В 1950-е годы город второй раз в своей истории практически отстраивался заново. Указом Президиума Верховного Совета УССР, от 30 декабря 1962 года, об укрупнении сельских районов в составе Киевской области Ржищевский район был включён в состав Кагарлыкского. Развивалась промышленность, работали радиаторный, кирпичный и маслодельный заводы. В 1966 году на базе школы мастерства было открыто профтехучилище.
В январе 1989 года численность населения составляла 9835 человек.
6 июня 1995 года Ржищев получил статус города. Имеются три металлургических предприятия, Кузьминецкий кирпичный завод, индустриально-педагогический и строительный техникумы, профессиональный лицей, гуманитарный колледж.
На 1 января 2013 года численность населения составляла 7 532 человек.

### Российско-украинская война
22 марта 2023 года в 2.30 ночи русские атаковали иранскими беспилотниками два общежития школы и учебный корпус, убив минимум четырех и ранив 20, а также разрушив здания.

## Достопримечательности

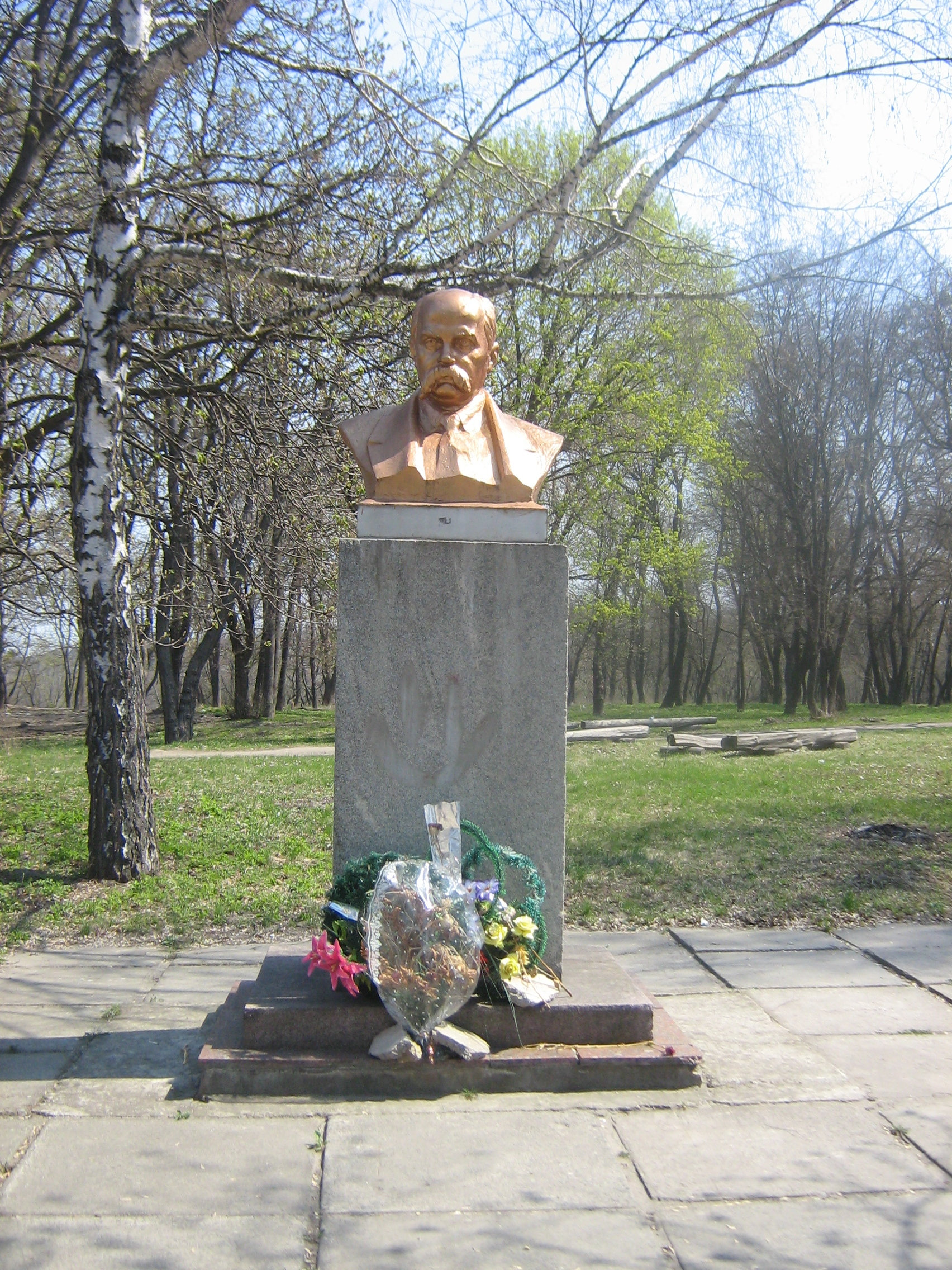
Памятник Тарасу Шевченко в парке Шевченко

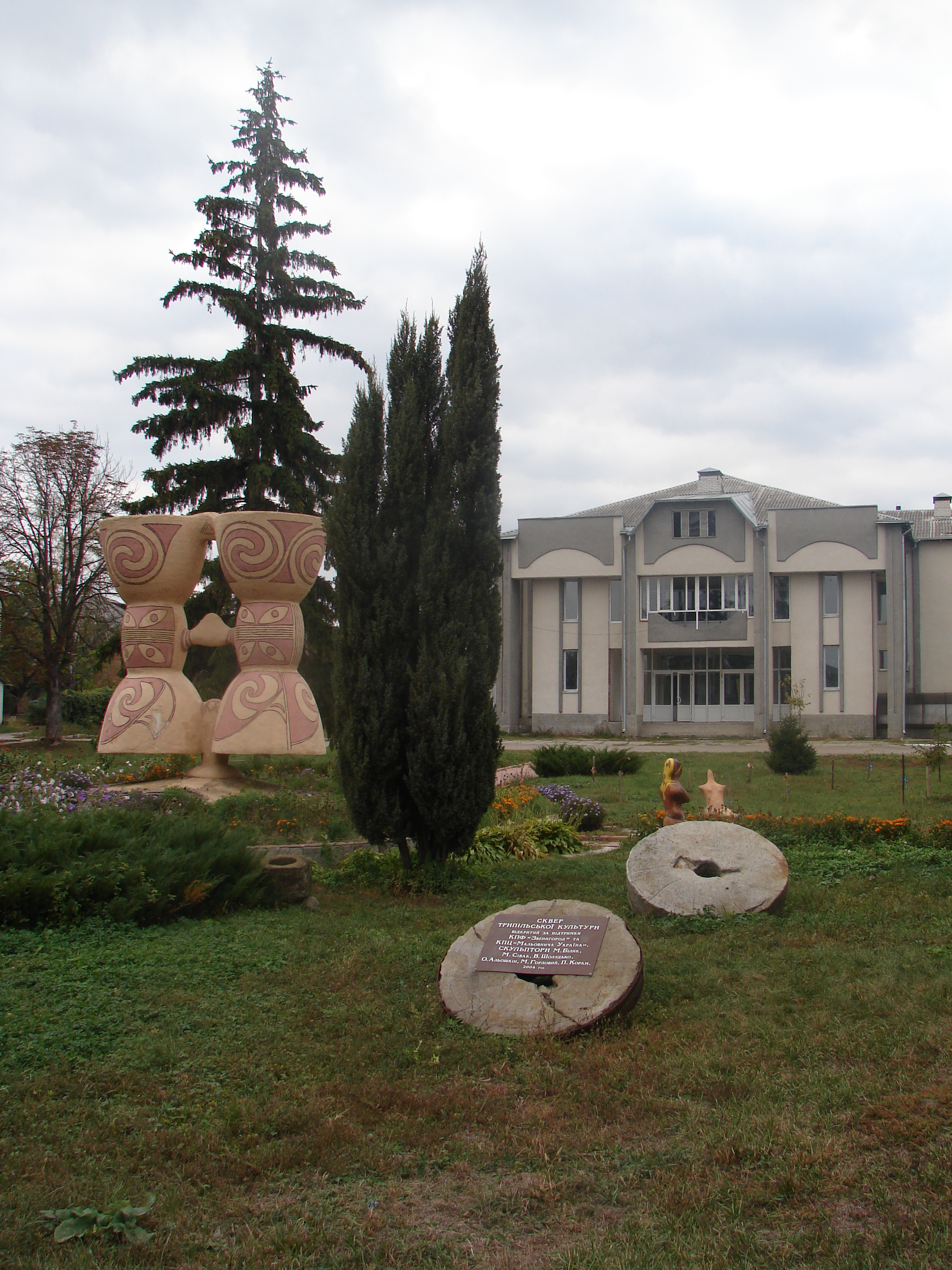
Сквер трипольской культуры: трипольский «бинокль» и здание администрации

В разрушенном во время Немецко-советской войны Ржищеве сохранилось немного исторических зданий. Наиболее значимой из них является Троицкая церковь, памятник архитектуры национального значения. Главной же достопримечательностью Ржищева являются многочисленные археологические находки Трипольской эпохи. В центре города организован «Трипольский парк», установлена ритуальная фигура биноклевидной формы, ставшая также центральным элементом нового Герба Ржищева и главным символом Ржищева.
В самопровозглашенной столице Трипольской культуры проводится ежегодный годовой этнический фестиваль «Трипольский круг». Впервые он состоялся в 2008 году и был посвящен стихии Вода воды. Тематикой следующих трех фестивалей были избраны земля, огонь и воздух. В 2012 году состоялся «Парад стихий», а в 2013 – снова стихии воды.
Другой объект научных исследований — городище на Иван-горе времен Киевской Руси. Первые раскопки здесь проводились экспедициями Института археологии АН УССР в 1960-х и 1980-х годах. По найденным фрагментам и фундаментам оборонных сооружений было установлено, что крепость строилась с учетом всех достижений фортификационной техники тех времен. Также были найдены оружие, предметы быт, украшения и фрагменты керамической посуды, датируемые XII–XIII века мы. Такой же возраст имеют и находки, сделанные в километре к востоку, в возможном месте расположения неукрепленного поселка Ржищева. Городище, значительная часть которого обрушилась в Днепр в середине XIX века, до сих пор продолжает разрушаться. Есть планы реконструкции крепости ради ее сохранения.
Как важный культурно-исторический центр город отнесен к достопримечательностям страны, награжден Почетной грамотой Президиума Верховной Рады Украины.

## Национальный и языковой состав
| Национальность | %      | Подлежащий язык | %      |
| -------------- | ------ | --------------- | ------ |
| украинцы       | 94,29% | украинский      | 95,14% |
| русские        | 4,45%  | русский         | 4,27%  |

## Историческая архитектура

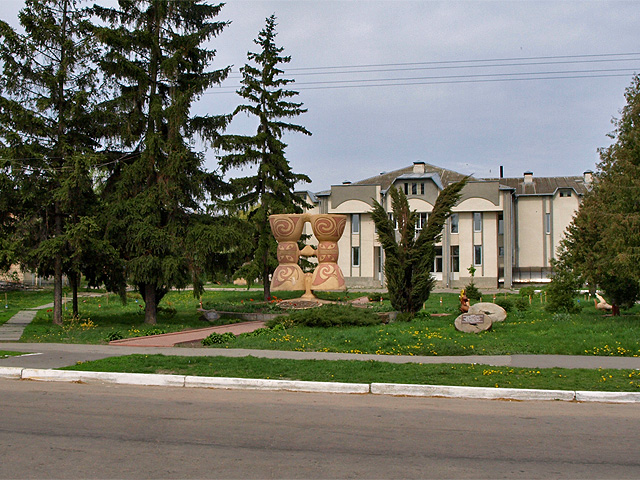
Трипольский «бинокль» и здание дома культуры

В разрушенном во время Великой Отечественной войны Ржищеве сохранилось немного исторических построек. Наиболее значимой из них является Троицкая церковь, памятник архитектуры национального значения. Главной же достопримечательностью Ржищева являются многочисленные археологические находки Трипольской эпохи. В центре города организован «Трипольский парк», установлена ритуальная фигура биноклевидной формы, ставшая также центральным элементом нового герба и главным символом Ржищева. В самопровозглашённой столице Трипольской культуры проводится ежегодный летний этнический фестиваль «Трипольский круг». Впервые он состоялся в 2008 году и был посвящён стихии воды. Тематикой последующих трёх фестивалей были выбраны земля, огонь и воздух.
Другой объект научных исследований — городище на Иван-горе времён Киевской Руси. Первые раскопки здесь проводились экспедициями Института археологии АН УССР в 1960-х и 1980-х годах. По найденным фрагментам и фундаментам оборонительных сооружений было установлено, что крепость строилась с учётом всех достижений фортификационной техники тех времён. Также были найдены оружие, предметы быта, украшения и фрагменты керамической посуды, датируемые XII—XIII столетиями. Такой же возраст имеют и находки, сделанные в километре восточнее, в возможном месте расположения неукреплённого селения Вжищева. Городище, значительная часть которого обвалилась в Днепр в середине XIX века, в настоящее время продолжает разрушаться. Существуют планы по реконструкции крепости, осуществление которых поможет сохранить достопримечательность.
Как важный культурно-исторический центр город отнесён к выдающимся местам страны, награждён Почётной грамотой Президиума Верховной Рады Украины.

## Экономика
- Ржищевский речной порт
- Ржищевский завод «Радиатор»
- Кузьминецкий кирпичный завод ООО «Кузьминецкая строительная керамика» ТМ Кератерм.

## Религия

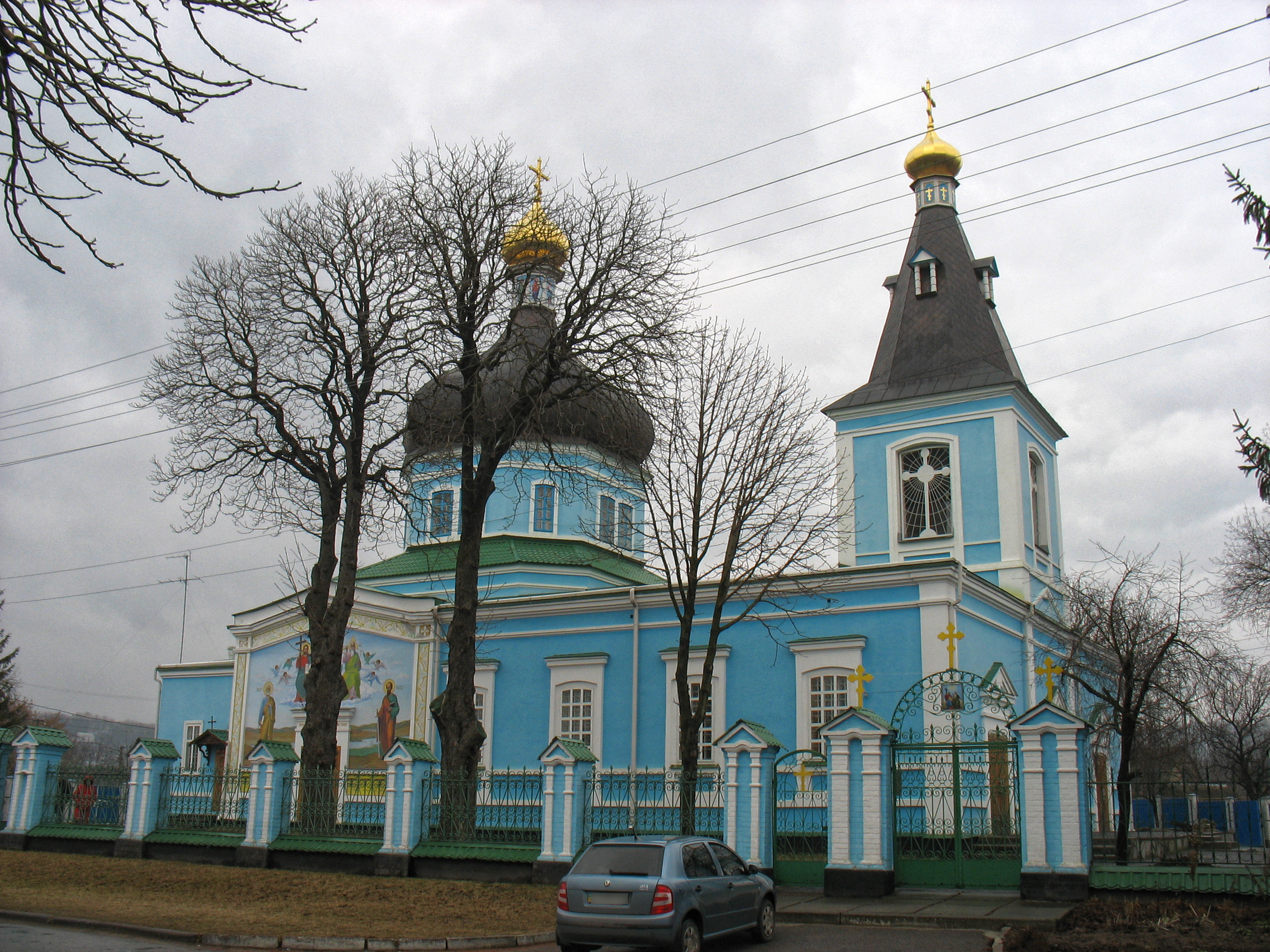
Троицкая церковь

Возрождённый в 1995 году Монастырь Преображения Господнего является одним из старейших на Украине. По преданию основали его киево-печерские старцы Антоний и Феодосий, имена которых также носят два родника в Ржищеве. Другую версию выдвигали покровители монастыря местные помещики Вороничи. Так в грамоте 1649 года, даровавшей монастырю село Балыки, говорится, что первый скит в этих местах был основан предками Вороничей и находился во владении Киево-Кирилловского монастыря. Разрушенный «врагами креста», он был восстановлен, в результате чего появился ржищевский Спасо-Преображенский монастырь. С конца XVI века монастырь, которому также принадлежало находившееся на противоположном берегу Днепра село Ячники, являлся последним пристанищем пожилых воинов-запорожцев (этим правом, дарованным польским королём Стефаном Баторием, были также наделены ещё два монастыря Киевщины — в Вышгороде и Трахтемирове). Во время русско-турецкой войны монастырь был разорён и в 1710 году приписан к Митрополичему дому киевского Софийского монастыря. Опустевшие угодья были частично переданы католическому монастырю Ржищева. В 1852 году монастырь по ходатайству митрополита Филарета был реформирован в женский и восстановлен стараниями его первой игумении Юлии Яхонтовой. Уже в 1854 году была построена каменная холодная церковь Преображения Господня. Спустя два года был освящён второй храм, деревянный, тёплый, с престолами во имя великомучениц Варвары и Екатерины и святого Филарета Милостивого. В 1871 году при настоятельских кельях была построена третья церковь, освящённая в честь Животворящего Источника. Во владения монастырю были переданы хутор Стоячин под Трипольем и часть села Стайки. В 1870 году при монастыре было открыто женское училище для начального образования детей-сирот, основным предметом в котором была педагогика. После Гражданской войны монастырь был закрыт Советской властью. В его зданиях были размещены сначала сельскохозяйственная артель-коммуна, затем зоотехникум Наркомата Сельского хозяйства, а с 1928 года строительный техникум, находящийся там и в наши дни. От храмовых зданий сохранились лишь фрагменты.

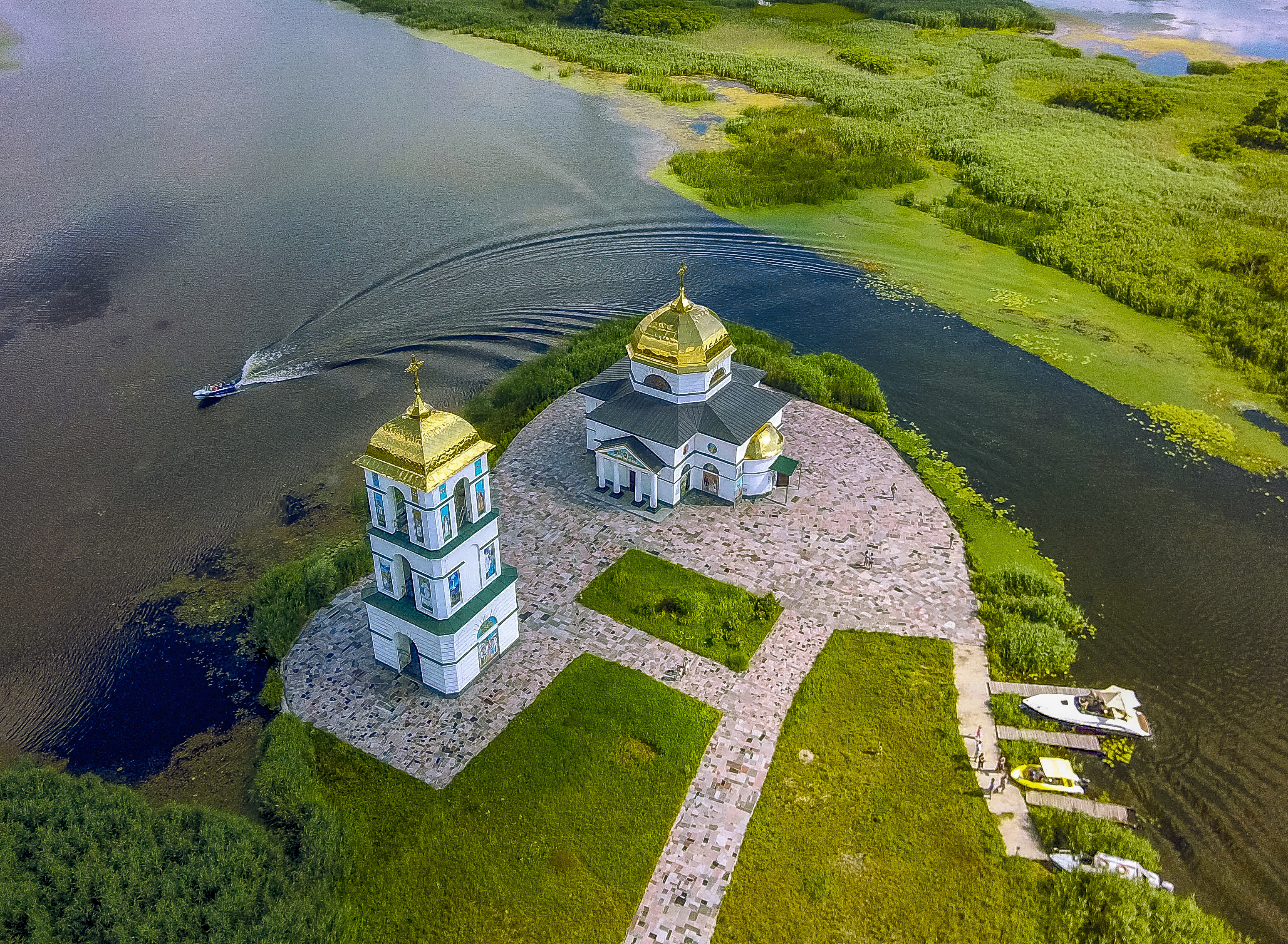
Спасо-Преображенская церковь

Помимо монастыря в Ржищеве при усадьбе магнатского рода Вороничей с XVII века имелась деревянная православная церковь. В 1853 году по инициативе унаследовавшей имение графини Дзялинской было начато строительство нового каменного храма в стиле классицизма. Освящённая в 1860 году Троицкая церковь была четырёхпрестольной, с одним куполом и колокольней над притвором. В 1882 году число её прихожан составляло 2847 человек, к приходу была также приписано село  Берёзовка. В советские годы здание избежало разрушений, сохранились оригинальные росписи XIX века.
В Ржищеве также функционировал польский католический монастырь ордена тринитариев, основанный в середине XVIII века. В находившемся в непосредственной близости с Диким Полем Ржищеве с конца XVI столетия тринитарская миссия выполняла одновременно военные и дипломатические функции в защите от нападений крымских татар и выкупе пленных христиан. В настоящее время монастырь, центральным зданием которого являлся костёл Святой Троицы, полностью разрушен. Однако сохранились подвалы, в которых содержались участвовавшие в обменах пленными мусульмане, и подземные ходы, длина которых, согласно современным исследованиям археологов, достигает 3,5 километра.
В 1976 году было сформировано Ржищевское благочиние УПЦ.

## Известные личности
Уроженцами Ржищева являются писатель Михаил Шмушкевич, художник Валентин Задорожный, чьё имя носит ржищевский музей искусств, астроном Роберт Фогель, Герой Советского Союза Николай Дудка, демограф Яков Улицкий, поэтесса Лина Костенко. В честь ещё одного известного земляка в Ржищеве была названа улица Адмирала Петренко. Город также связан с именами многих значимых исторических фигур. В ржищевском имении Долгоруких после войны 1812 года гостили будущие декабристы Бестужев-Рюмин, братья Сергей и Ипполит Муравьевы-Апостолы, князь Трубецкой. Здесь, в усадебных садах, они работали над конституцией Южного общества декабристов. Наследница имения, княжна Елена Павловна Долгорукая, некоторое время жила в нём со своим мужем, будущим Саратовским губернатором Андреем Михайловичем Фадеевым. Их внуками являются государственный деятель Сергей Юльевич Витте и писательница-теософ Елена Петровна Блаватская.
В Ржищеве ранние годы провёл один из создателей «Молодой гвардии», посмертно Герой Советского Союза Олег Кошевой. Здесь Олег увидел Днепр и очень полюбил эти места, о чём он написал в своём стихотворении «Я Ржищев крепко полюбил…»
Шолом Рабинович (также известный как Шолом-Алейхем, известный еврейский писатель) начинал как молодой домашний репетитор в Ржищеве, о чем свидетельствует мемориальная доска на местной библиотеке, установленная в 2009 году.